# Haterumelater fulvago
Haterumelater fulvago is een keversoort uit de familie kniptorren (Elateridae). De wetenschappelijke naam van de soort is voor het eerst geldig gepubliceerd in 1868 door Marseul.